# 阿索尼特 (麻薩諸塞州)
阿索尼特（英語：Assonnet）是位於美國麻薩諸塞州布里斯托縣的一個非建制地區。

## 地理
阿索尼特所處的海拔為高於海平面0米（即0英呎），而該地所採用的時區為UTC-5，即北美东部時區（EST）。同時該地設有夏令時間，為UTC-5調快一小時，即UTC-4（EDT）。